# Violet Vanbrugh
Violet Vanbrugh (11 de junio de 1867 – 10 de noviembre de 1942) fue una actriz inglesa, cuya carrera se dilató a lo largo de más de cincuenta años.  

## Biografía
Su verdadero nombre era Violet Augusta Mary Barnes, y nació en Exeter, Inglaterra. Era hija del Reverendo Reginald H. Barnes, con una prebenda en la Catedral de Exeter y de su esposa, Frances Nation. Era la hermana mayor de los actores Irene Vanbrugh y Kenneth Barnes. Creció en Exeter y recibió educación en Francia y Alemania. 

### Carrera inicial
La actriz Ellen Terry facilitó a Vanbrugh su primera interpretación profesional en 1886 en una obra de género burlesco de Francis Burnand, Faust and Loose, en el Teatro Toole. El mismo año debutó en el West End londinense interpretando a Ellen en The Little Pilgrims.  Hizo varios papeles en el Teatro Royal de Margate, Inglaterra, bajo la dirección de Sarah Thorne, la cual más adelante apoyó la carrera teatral de Irene Vanbrugh. Después hizo giras, volviendo finalmente al Toole, interpretando diversos papeles hasta 1887, entre los que se incluye el de Lady Anne en The Butler. De vuelta a Margate a finales de ese año, actuó en las obras de Shakespeare Hamlet, en el papel de Ofelia, El sueño de una noche de verano, como Helena, en Como gustéis como Rosalina y en El mercader de Venecia como Porcia. 
En Londres, en 1888, fue Gertrude en Deputy Registrar.  En 1889 se unió a William Hunter Kendal en el Teatro Royal Court, interpretando a Lady Gillingham en The Weaker Sex, y al final del año viajó con la compañía teatral de Kendal a los Estados Unidos, donde actuó como Lady Ingram en la comedia A Scrap of Paper, así como en dramas como The Iron Master, Impulse y A White Lie y otras comedias (The Weaker Sex). De vuelta a Inglaterra en 1891, se sumó a la compañía de Henry Irving y Ellen Terry en el Teatro Lyceum interpretando a Ana Bolena en la representación de Enrique VIII. Además, fue sustituta de Terry en varias ocasiones.  

### Bourchier y últimos años
En 1893 actuó junto a Arthur Bourchier en la obra de Augustin Daly Love in Tandem, representada en el Teatro Daly. Los dos se casaron al año siguiente. En 1895 Bourchier dirigió el Teatro Royalty, y Vanbrugh se convirtió en la primera actriz de numerosas producciones, incluyendo The Chilli Widow, Mr and Mrs, Monsieur de Paris y The Queens Proctor. Bourchier, Vanbrugh y su hermana Irene viajaron por los Estados Unidos en 1897. De vuelta a Inglaterra, Vanbrugh interpretó el primer papel de Teresa, obra producida en el Metropole. Tras dirigir varias obras con Charles Wyndham, Bourchier pasó a controlar el Teatro Garrick. En 1902, Vanbrugh y Bourchier tuvieron una hija, Prudence Bourchier, que también fue actriz, tomando el nombre artístico de Vanbrugh. 
En los seis años en que Bourchier dirigió el Garrick, Vanbrugh interpretó muchos de sus espectáculos, incluyendo The Bishop's Move, My Lady Virtue, Whitewashing Julia, The Arm of the Law y la pieza de W. S. Gilbert The Fairy's Dilemma (1904). Su producción en 1904 de The Walls of Jericho, obra de Alfred Sutro, se representó en 423 ocasiones. En 1905 Violet retomó el papel de Porcia en una versión de Bourchier de El mercader de Venecia y en una representación ante el rey en el Castillo de Windsor. En 1906, en Stratford-upon-Avon, fue lady Macbeth, y su marido hizo el papel de Macbeth. Vanbrugh y Bourchier viajaron en 1908 con la obra John Glayde's Honour y actuaron juntos en la versión de Enrique VIII interpretada por Sir Herbert Beerbohm Tree, tras lo cual trabajaron en un film mudo sobre la misma obra interpretado por Tree.
En 1913 actuó en Mrs. Pomeroy's Reputation, de Horace Annesley Vachell y Thomas Cobb, en el Teatro The Queen. Posteriormente el matrimonio produjo en Alemania una película basada en Macbeth. Siguieron trabajando con Shakespeare y con otras piezas a lo largo de la Primera Guerra Mundial, pero su matrimonio tenía dificultades. Hicieron una gira juntos en 1916, pero después se separaron, divorciándose en 1918. Vanbrugh no volvió a casarse. Siguió actuando hasta 1939, interpretando con mucho éxito Thunder in the Air en 1928. También participó en tres películas en la década de 1930, siendo una de ellas Pigmalión (1938), junto a Leslie Howard y Wendy Hiller. En su 50 temporada teatral, ella trabajó en Las alegres comadres de Windsor, en The Ring Blackfriars y en el Teatro Open Air en Regent's Park.  Su última actuación cinematográfica fue en 1940 en Young Man's Fancy. 
Violet Vanbrugh falleció en Londres en 1942, a los 75 años de edad.